# Німецько-український словник
«Німецько-український словник» (в ориґіналі «Нѣмє́цко-ру́ский слова́ръ») — перекладний німецько-український словник виданий 1867 року Омеляном Партицьким у Львові. Словник містить близько 30 тисяч слів. 

## Сутність

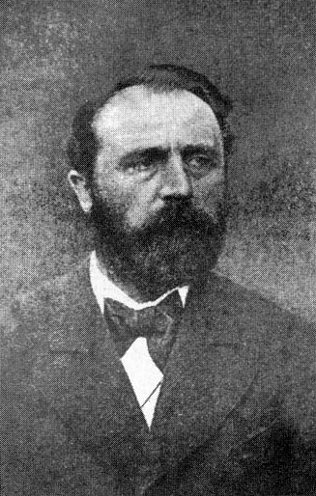
Омелян Партицький

### Передісторія
У II половині XIX ст. розгортається боротьба за розвиток української літературної мови на народній національній мовній основі. Про потреб і причин появи словників того часу так сказано:
|                   | «Від 1848 року дає ся потреба словаря у нас в Галичині сильно чути. Бесіди німецька, польська, російська нами за помочею словарів і книжок добре вивчені; бесіда малоруська нам звичайно лишень остільки знана, оскільки она для буденної потреби вистарчає. Вираження, котрі поза округ наших відомостей сягають, ми зневолені викрадати з чужих словарів, не знаючи, що письменність наша і нарід свої питомі вираження посідають. От і причина, чому потреба словаря для нас так нагляща і нами – з виємком немногих – так сильно почуває ся» |
| — О.Й. Партицький | |

### Створення
Слухачі Львівської духовної семінарії під керівництвом Ю.Г. Лаврівського почали працювати над упорядкуванням німецько-руського словника. В основному виготовлений словник 1863 року дістався до рук О.Й. Партицького, який його переробив, доповнив і 1867 року видав.
Про джерела словаря автор пише, що «ввесь скарб української бесіди, оскільки мені книжки і словарі українські дозволили, утягнув я в сей словар; крім того, збирав я слова народні в наших говорах і на Буковині і переписував ся з людьми, свідущими руського язика; наконець получав я ріжнії збірки народних слів, межи котрими відзначили ся найбільше словарці п.п. Магури й Карпинського і п’ятитомовий рукописний словар вітця Скоморовського, уложений по двадцять-літніх трудах для добра нашої Руси».

### Суть
У словарі О.Й. Партицького пояснено українською мовою близько 30 тисяч слів німецької мови. Кожну лексему пояснено одним або декількома синонімічними українськими відповідниками. Таким чином у руській частині словника пдано щонайменше 50 тисяч слів. 

#### Критика
Першим прорецензував «Нѣмєцко-руский словаръ» І.Г. Верхратський, який відзначив гостру потребу словаря як для наукового вивчення української мови, так і для лексичної нормалізації літературної мови. Добрий словник і граматика є її «регуляторами благодатними», але це, за словами критика, не стосується словаря Партицького, бо, по-перше, словник далеко не повний, по-друге, наявно багато кованих слів, яких ніде в Україні не почуєш, і по-третє, «толкованіє слів німецьких значною частю невірне».
Другим рецензентом був Б.Д. Грінченко, який, погоджуючись із Верхратським, писав, що слів пояснено переважно лексемами тодішньої літературної мови Галичини, тому в словарі багато слів чудернацьких з «язичія», московських і, мабуть, витворених самим автором. 
Одначе мова південно-західного наріччя української мови займала провідне місце в словарі. У цьому плані О.Й. Партицький заслуговує на увагу істориків і діалектологів української мови.
Із лексикографічного погляду даний словник має такі хиби:
- неточне пояснення багатьох німецьких слів українськими;
- відсутність позначень наголосу в українських словах;
- відсутність указівок на джерела, із якого взято українську лексему.

#### Значення
Словника Партицького не можна назвати нормативним словником. Однак у розвитку української мови на Заході України він відіграв свою роль, показавши лексичні багатства народної мови. Він безсумнівно підривав авторитет «язичія» як літературної мови і сприяв закріпленню місцевої норми в мові літературній.

## Онлайн-версії
- Pdf-версія Том 1: Том 1 (commons.wikimedia.org), Том 1 (MDZ München)
- Pdf-версія Том 2: Том 1 (commons.wikimedia.org), Том 2 (MDZ München)

- Pdf-версія Том 1 + Том 2: Том 1 + Том 2 (hathitrust.org); Том 1 + Том 2 (books.google.com)